# Dik al-Djinn
Dik al-Djinn al-HImsi, también Dik al-Jinn, es el seudónimo de Abd al-Salam Ibn Raghbân al-Himsi ( en árabe ديك الجن عبد السلام بن رغبان الحمصي), poeta árabe nacido en Homs, Siria, en 777 y muerto hacia 850. Se saben pocas cosas de este poeta que nunca abandonó Siria y probablemente ni siquiera su ciudad natal de Homs. Se le considera maestro de Abu Tammam.

## Biografía
La razón de su sobrenombre se desconoce, aunque hay varias teorías. Podría ser el nombre de un insecto, podría traducirse como el “gallo de los djinns” a causa del color verde de sus ojos, que evoca el del plumaje de los gallos, o podría ser debido a una elegía fúnebre que compuso dedicada a un gallo que se le sirvió durante un banquete.
Es famoso por sus devaneos y su amor por el vino, que le llevó a dilapidar su fortuna, y sobre todo por el amor, contándose como el hecho más famoso el asesinato de la mujer que amaba, una cristiana de Homs llamada Ward, y de su amante, un joven llamado Bakr, por celos. Se cuenta que mezcló las cenizas de su amada con arcilla y creó una copa con ellas. Dedicó el resto de su vida a escribir elegias fúnebres (rithâ’) que algunos críticos como Ibn Rashiq reconocen como modelos del género.
Al parecer Dik al-Djinn heredó una fortuna de su padre, que habría dilapidado para sus placeres, suscitando los celos y la desaprobación de su primo, un tal Abu Tayyib. 

## Poesía
Dik al-Djinn busca alejarse, como su contemporáneo, Abu Nuwas, de las normas de la poesía antigua de la casida propia de la época preislámica, centrada en temas beduinos. Abandonando los versos largos preferidos por los poetas clásicos, como el  tawïl, Djinn compone versos según las métricas  basît,  kâmil y  khafif. Su diván  (colección de poemas) está formado de fragmentos y piezas cortas de poesía amorosa (ghazal) y elegías fúnebres (rithâ’) dirigidas a Ward. Otra gran parte de su poesía está dedicada al vino, algo propio de la poesía arabopersa de la época  abasí, con Dik al-Djinn y Abu Nuwas como referentes. Deja también algunas piezas largas de cantos (madîh) y una famosa sátira (hijâ’) dirigida a su primo Abu Tayyib.
Su diwan o diván nos ha llegado por medio del jeque Muhammad al-Samâwî, que fue el primero en reunir sus obras.